# Cristo Rei (Santo Ângelo)
Cristo Rei é um dos quatorze distritos rurais do município brasileiro de Santo Ângelo, no Rio Grande do Sul. Situa-se a oeste da cidade, a uma altitude de 320 m acima do nível do mar.
Limita-se com os distritos de Rincão dos Roratos, Restinga Seca, Lajeado Micuim e Lajeado Cerne e com os municípios de Giruá e Sete de Setembro. O distrito possui 345 habitantes, de acordo com o censo de 2010.